# Pappas pojkar (2020)
Pappas pojkar är en svensk TV-serie som sändes 2020–2022, först på Dplay och sedan på Discovery+.

## Handling
Serien kretsar kring fyra unga män som tio år tidigare var häftigast i skolan. De har fortsatt leva i sin sorglösa tillvaro trots att de inte längre är några tonåringar. Deras omgivning börjar dock tröttna på den och vill nu att de ska växa upp.

## Rollista
- Jonas Fagerström – Leo
- Lucas Simonsson – Mathias
- Carl Déman – Herman
- Christoffer Nordenrot – Jens
- Johanna Strömberg – Fanny
- Anders Ekborg – Lars
- Jonas Malmsjö – Harald
- Marie Delleskog – Ann
- Mikkey Dee – Lasse
- Sasha Becker – Melissa
- Mattias Kindberg – Conny
- Happy Jankell – Nicole
- Claes Malmberg – Roine
- Wilhelm Johansson – Tobias
- Johan Marenius Nordahl – Fredrik
- Linnéa Lindström – Danny Deligh
- Emma Lindberg – Mira

## Produktion
Pappas pojkar baseras på den norska TV-serien Hvite gutter. Den är skapad av humorgruppen JLC och Christoffer Nordenrot, som även innehar de fyra huvudrollerna. Serien regisserades av John Lundberg och Jonna Nordenskiöld.
Den första säsongen av TV-serien sändes på Dplay i tio avsnitt, med premiär 6 december 2020.
Discovery meddelade i februari 2021 att serien skulle få en andra säsong. Den andra säsongen av TV-serien sändes på Discovery+ i tio avsnitt, med premiär 26 november 2022.
I december 2022 meddelade JLC och Nordenrot att det inte var aktuellt med någon ytterligare säsong av Pappas pojkar.